# Maarten Martens
Maarten Martens (Eeklo, 2 luglio 1984) è un allenatore di calcio ed ex calciatore belga, di ruolo centrocampista, tecnico dell'AZ Alkmaar.

## Carriera

### Giocatore
Le sue prime squadre sono state l'Anderlecht e l'RKC Waalwijk. Nel 2006 si è trasferito in Olanda all’AZ Alkmaar rimanendovi per otto anni. Ha poi concluso la carriera con la maglia del PAOK a soli 31 anni.

### Allenatore
Ha iniziato la carriera da allenatore nelle giovanili del Club Bruges. Nel 2021 torna all’AZ come allenatore dello Jong AZ Alkmaar. Diventato poi il vice in prima squadra due anni dopo, nel gennaio del 2024 viene chiamato a sostituire Pascal Jansen con la squadra ferma al quarto posto in campionato con 33 punti. Il 20 gennaio al debutta pareggia con il PEC Zwolle (2-2). Concluderà la stagione comunque in quarta posizione qualificandosi per l'Europa League. Nella stagione seguente l'AZ arriva fino agli ottavi di Europa League venendo eliminato dal Tottenham, perde la finale di Coppa d'Olanda contro il Go Ahead Eagles e, dopo essersi piazzato al quinto posto in campionato, si qualifica per la Conference League avendo vinto la finale degli spareggi contro il Twente.

## Statistiche

### Presenze e reti nei club
Statistiche aggiornate al 18 maggio 2024.
| Stagione            | Squadra             | Campionato          | Campionato | Campionato | Coppe nazionali | Coppe nazionali | Coppe nazionali | Coppe continentali | Coppe continentali | Coppe continentali | Altre coppe | Altre coppe | Altre coppe | Totale | Totale |
| Stagione            | Squadra             | Comp                | Pres       | Reti       | Comp            | Pres            | Reti            | Comp               | Pres               | Reti               | Comp        | Pres        | Reti        | Pres   | Reti   |
| ------------------- | ------------------- | ------------------- | ---------- | ---------- | --------------- | --------------- | --------------- | ------------------ | ------------------ | ------------------ | ----------- | ----------- | ----------- | ------ | ------ |
| 2003-2004           | Anderlecht          | D1                  | 1          | 0          | CB              | 0               | 0               | UCL                | 0                  | 0                  | -           | -           | -           | 1      | 0      |
| 2004-2005           | RKC Waalwijk        | E                   | 23         | 2          | CO              | 4               | 0               | -                  | -                  | -                  | -           | -           | -           | 27     | 2      |
| 2005-2006           | RKC Waalwijk        | E                   | 21         | 6          | CO              | 1               | 1               | -                  | -                  | -                  | -           | -           | -           | 22     | 7      |
| Totale RKC Waalwijk | Totale RKC Waalwijk | Totale RKC Waalwijk | 44         | 8          |                 | 5               | 1               |                    | -                  | -                  |             | -           | -           | 49     | 9      |
| 2006-2007           | AZ Alkmaar          | E                   | 31+4       | 10         | CO              | 4               | 3               | CU                 | 10                 | 2                  | -           | -           | -           | 49     | 15     |
| 2007-2008           | AZ Alkmaar          | E                   | 7          | 0          | CO              | 1               | 0               | CU                 | 3                  | 0                  | -           | -           | -           | 11     | 0      |
| 2008-2009           | AZ Alkmaar          | E                   | 32         | 7          | CO              | 3               | 0               | -                  | -                  | -                  | -           | -           | -           | 35     | 7      |
| 2009-2010           | AZ Alkmaar          | E                   | 31         | 5          | CO              | 1               | 0               | UCL                | 6                  | 0                  | SO          | 1           | 1           | 39     | 6      |
| 2010-2011           | AZ Alkmaar          | E                   | 24         | 6          | CO              | 2               | 0               | UEL                | 9                  | 0                  | -           | -           | -           | 35     | 6      |
| 2011-2012           | AZ Alkmaar          | E                   | 15         | 4          | CO              | 3               | 3               | UEL                | 9                  | 5                  | -           | -           | -           | 27     | 12     |
| 2012-2013           | AZ Alkmaar          | E                   | 6          | 1          | CO              | 1               | 0               | UEL                | 2                  | 0                  | -           | -           | -           | 9      | 1      |
| 2013-gen. 2014      | AZ Alkmaar          | E                   | 17         | 1          | CO              | 2               | 0               | UEL                | 6                  | 0                  | SO          | 1           | 0           | 26     | 1      |
| Totale AZ           | Totale AZ           | Totale AZ           | 162+4      | 34         |                 | 17              | 6               |                    | 45                 | 7                  |             | 2           | 1           | 230    | 48     |
| gen.-giu. 2014      | PAOK                | SLE                 | 5+2        | 0          | KE              | 2               | 1               | UEL                | -                  | -                  | -           | -           | -           | 9      | 1      |
| 2014-gen. 2015      | PAOK                | SLE                 | 8          | 0          | KE              | 2               | 0               | UEL                | 5                  | 2                  | -           | -           | -           | 15     | 2      |
| Totale PAOK         | Totale PAOK         | Totale PAOK         | 13+2       | 0          |                 | 4               | 1               |                    | 5                  | 2                  |             | -           | -           | 24     | 3      |
| gen.-giu. 2015      | Cercle Brugge       | D1                  | 8+3        | 0          | CB              | 1               | 0               | -                  | -                  | -                  | -           | -           | -           | 12     | 0      |
| Totale Carriera     | Totale Carriera     | Totale Carriera     | 237        | 42         |                 | 27              | 8               |                    | 50                 | 9                  |             | 2           | 1           | 316    | 60     |

### Cronologia presenze e reti in nazionale
| Cronologia completa delle presenze e delle reti in nazionale ― Belgio | Cronologia completa delle presenze e delle reti in nazionale ― Belgio | Cronologia completa delle presenze e delle reti in nazionale ― Belgio | Cronologia completa delle presenze e delle reti in nazionale ― Belgio | Cronologia completa delle presenze e delle reti in nazionale ― Belgio | Cronologia completa delle presenze e delle reti in nazionale ― Belgio | Cronologia completa delle presenze e delle reti in nazionale ― Belgio | Cronologia completa delle presenze e delle reti in nazionale ― Belgio |
| Data                                                                  | Città                                                                 | In casa                                                               | Risultato                                                             | Ospiti                                                                | Competizione                                                          | Reti                                                                  | Note                                                                  |
| --------------------------------------------------------------------- | --------------------------------------------------------------------- | --------------------------------------------------------------------- | --------------------------------------------------------------------- | --------------------------------------------------------------------- | --------------------------------------------------------------------- | --------------------------------------------------------------------- | --------------------------------------------------------------------- |
| 7-2-2007                                                              | Bruxelles                                                             | Belgio                                                                | 0 – 2                                                                 | Rep. Ceca                                                             | Amichevole                                                            | -                                                                     | 73’                                                                   |
| 24-3-2007                                                             | Lisbona                                                               | Portogallo                                                            | 4 – 0                                                                 | Belgio                                                                | Qual. Euro 2008                                                       | -                                                                     | 56’                                                                   |
| 6-6-2007                                                              | Helsinki                                                              | Finlandia                                                             | 2 – 0                                                                 | Belgio                                                                | Qual. Euro 2008                                                       | -                                                                     | 45+1’                                                                 |
| 19-11-2008                                                            | Lussemburgo                                                           | Lussemburgo                                                           | 1 – 1                                                                 | Belgio                                                                | Amichevole                                                            | -                                                                     |                                                                       |
| 11-2-2009                                                             | Genk                                                                  | Belgio                                                                | 2 – 0                                                                 | Slovenia                                                              | Amichevole                                                            | -                                                                     | 46’                                                                   |
| 29-5-2009                                                             | Chiba                                                                 | Belgio                                                                | 1 – 1                                                                 | Cile                                                                  | Amichevole                                                            | -                                                                     | 82’                                                                   |
| 31-5-2009                                                             | Tokyo                                                                 | Giappone                                                              | 4 – 0                                                                 | Belgio                                                                | Amichevole                                                            | -                                                                     |                                                                       |
| 9-9-2009                                                              | Erevan                                                                | Armenia                                                               | 2 – 1                                                                 | Belgio                                                                | Qual. Mondiali 2010                                                   | -                                                                     | 53’                                                                   |
| 3-3-2010                                                              | Bruxelles                                                             | Belgio                                                                | 0 – 1                                                                 | Croazia                                                               | Amichevole                                                            | -                                                                     | 46’                                                                   |
| Totale                                                                |                                                                       | Presenze                                                              | 9                                                                     |                                                                       | Reti                                                                  | 0                                                                     |                                                                       |

### Statistiche da allenatore
Statistiche aggiornate al 3 dicembre 2023. In grassetto le competizioni vinte.
| Stagione        | Squadra         | Campionato      | Campionato | Campionato | Campionato | Campionato | Coppe nazionali | Coppe nazionali | Coppe nazionali | Coppe nazionali | Coppe nazionali | Coppe continentali | Coppe continentali | Coppe continentali | Coppe continentali | Coppe continentali | Altre coppe | Altre coppe | Altre coppe | Altre coppe | Altre coppe | Totale | Totale | Totale | Totale | % Vittorie | Piazzamento |
| Stagione        | Squadra         | Comp            | G          | V          | N          | P          | Comp            | G               | V               | N               | P               | Comp               | G                  | V                  | N                  | P                  | Comp        | G           | V           | N           | P           | G      | V      | N      | P      | %          | Piazzamento |
| --------------- | --------------- | --------------- | ---------- | ---------- | ---------- | ---------- | --------------- | --------------- | --------------- | --------------- | --------------- | ------------------ | ------------------ | ------------------ | ------------------ | ------------------ | ----------- | ----------- | ----------- | ----------- | ----------- | ------ | ------ | ------ | ------ | ---------- | ----------- |
| gen.-mag. 2024  | AZ Alkmaar      | ED              | 17         | 9          | 5          | 3          | CO              | 1               | 0               | 0               | 1               | UECL               | -                  | -                  | -                  | -                  | -           | -           | -           | -           | -           | 18     | 9      | 5      | 4      | 50,00      | Sub, 4°     |
| 2024-2025       | AZ Alkmaar      | ED              | 34+2       | 16+2       | 9          | 9          | CO              | 5               | 3               | 2               | 0               | UEL                | 12                 | 5                  | 3                  | 4                  | -           | -           | -           | -           | -           | 53     | 26     | 14     | 13     | 49,06      | 5°          |
| 2025-2026       | AZ Alkmaar      | ED              | 0          | 0          | 0          | 0          | CO              | 0               | 0               | 0               | 0               | UECL               | 2                  | 1                  | 0                  | 1                  | -           | -           | -           | -           | -           | 2      | 1      | 0      | 1      | 50,00      |             |
| Totale carriera | Totale carriera | Totale carriera | 53         | 27         | 14         | 12         |                 | 6               | 3               | 2               | 1               |                    | 14                 | 6                  | 3                  | 5                  |             | -           | -           | -           | -           | 73     | 36     | 19     | 18     | 49,32      |             |

## Palmarès

### Giocatore

#### Club
- Campionato olandese: 1

AZ Alkmaar: 2008-2009
- Supercoppa dei Paesi Bassi: 1

AZ Alkmaar: 2009
- Coppa dei Paesi Bassi: 1

AZ Alkmaar: 2012-2013